# Офір

Каньйон Офір, розташований в долині Марінера на Марсі і названий на честь біблійної Золотої країни

Офі́р (івр.אוֹפִיר‎,Ofir) — біблійна країна, яка славилася золотом і іншими коштовностями й приваблювала до себе мореплавців із усіх кінців світу. 
Офір в Бут.10 (Таблиця народів) — ім'я одного з синів Іоктана. Згадується також в 3Цар.9:28, 1Цар.10:11, 1Цар.22:49, 3Цар.29:4, 4Цар.8:18, Іов.22:24, Іов.28:16, Псал.45:9, Іс.13:12.
Згідно з Біблією в Офір з порту на березі Червоного моря ходив один з кораблів Соломона (3Цар.9:26) і привіз йому 420 талантів золота. Крім золота з Офіру фінікійські мореплавці доставляли Соломону червоне дерево і дорогоцінні камені (3Цар.10:11). 

## Гіпотези місцерозташування
Під країною Офір припускали Ефіопію, Ємен, Індію, Південну Африку (Зімбабве).
Ця країна багато раз збуджувала цікавість дослідників, але всі спроби визначити її географічне положення залишалися марними. Звичайно шукали її на південно-сході Аравійського півострова у районі Ємену, в Індії, а також на африканському березі Індійського океану (Софала). Історики розміщували її також у Південній Америці, після відкриття цієї частини світу.

## Цікаві факти
- Іменем країни Офір названо один з каньйонів у долині Маринера на Марсі.
- Офір є розповсюдженим в Ізраїлі іменем, а також прізвищем.
- Іменем країни Офір названо сина Йоктана, сина Евера в Біблії.